# Historia de la Real Fuerza Aérea Canadiense
La historia de la Real Fuerza Aérea Canadiense empieza en 1920, cuando se creó la fuerza del aire como la Fuerza de Aire Canadiense (FAC). En 1924 el FAC fue rebautizado como la Real Fuerza Aérea Canadiense (RFAC) cuándo le fue concedido el título real por el Rey Jorge V. La RFAC existió como un servicio independiente hasta 1968. Intentos previos en formar una fuerza de aire para Canadá fueron el Cuerpo de Aviación Canadiense que estuvo sujeto a la Fuerza Expedicionaria Canadiense, y un escuadrón de dos de la Fuerza Aérea Canadiense que se adjuntó a la Fuerza de Aire Real.
La Real Fuerza Aérea Canadiense moderna, anteriormente conocida como el Comando de Fuerza Aérea Canadiense, inicia su historia en la unificación de los servicios armados de Canadá en 1968, y es uno de los tres órdenes de las Fuerzas Canadienses. La Real Fuerza Aérea Canadiense ha servido en la Segunda Guerra Mundial, la Guerra Coreana, y varias misiones de paz de las Naciones Unidas y operaciones de la OTAN. Mantuvo una presencia en Europa a través de la segunda mitad del siglo XX.

## Orígenes

### Primeros años

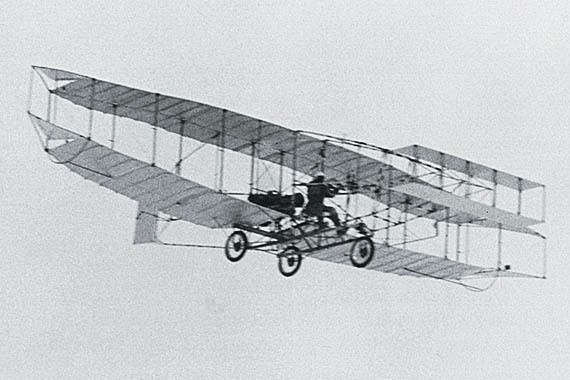
Primera aeronave canadiense más pesada que el aire, el AEA Dardo de Plata

El primer vuelo de una aeronave propulsada más pesada que el aire en Canadá y el Imperio británico ocurrió el 23 de febrero de 1909 cuándo el Dardo de Plata de Alexander Graham Bell despegó del hielo del lago Bras d'Or en Baddeck, Nueva Escocia con J.Un.D. McCurdy en los controles. El vuelo de 1/2 milla fue sucedido por un vuelo más largo de 20 millas el 10 de marzo de 1909.
McCurdy y su socio F. W. "Casey" Baldwin formaron la Compañía de Aeródromo Canadiense, y esperaron que el Departamento de Milicia y Defensa se interesara en comprar la aeronave de la compañía. Dos agentes del personal de la Sede de Milicia estuvieron interesados en utilizar aeronave para uso militar, así que los aviadores fueron invitados a Camp Petawawa para demostrar su aeronave. El 2 de agosto de 1909, el Dardo de Plata hizo cuatro vuelos exitosos; aun así, en el cuarto vuelo McCurdy estrelló la nave mientras aterrizaba porque una rueda golpeó un aumento en la tierra. El Dardo de Plata nunca voló otra vez. Una segunda aeronave, el Baddeck Núm.1, voló unos cuantos días más tarde, pero fue severamente averiado en su segundo aterrizaje. Antes de que los accidentes, aun así, el Dardo de Plata hizo el primer vuelo de pasajero a bordo en una aeronave más pesada que el aire en Canadá cuándo McCurdy voló con Baldwin. Después de aquellos accidentes, el departamento de milicia no mostró ningún interés en las aeronaves. No fue hasta la Primera Guerra Mundial que el gobierno canadiense se interesó en la aviación militar.

### Primera Guerra Mundial
A principios de la Primera Guerra Mundial, el 4 de agosto de 1914, Canadá se vio implicado en el conflicto por virtud de la declaración de Gran Bretaña. Algunas naciones europeas utilizaban aeronaves para propósitos militares, por lo que el ministro de Milicia y Defensa de Canadá, Sam Hughes, quién organizaba la Fuerza Expedicionaria Canadiense (FEC), solicitó que Canadá asistiera con aviación militar. Londres contestó con una petición para seis pilotos experimentados inmediatamente, pero Hughes era incapaz de llenar el requisito.

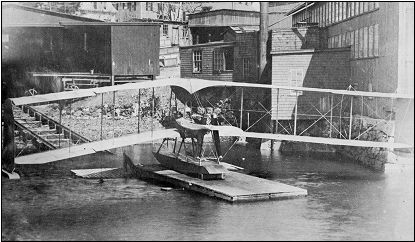
El Burgess-Dunne fue la primera aeronave militar canadiense, a pesar de que nunca sirvió en combate

Hughes autorizó la creación de una unidad de aviación pequeña para que el FEC acompañara a Gran Bretaña y el 16 de septiembre de 1914, se formó el Cuerpo de Aviación Canadiense (CAC) con dos agentes, un mecánico, y $5000 para adquirir una aeronave del Burgess Company en Massachusetts, para entregar a Valcartier, cerca de la ciudad de Quebec. El biplano Burgess-Dunne fue entregado el 1 de octubre de 1914, y fue embarcado inmediatamente a Inglaterra. A su llegada, el biplano fue transportado a la llanura de Salisbury donde el FEC fue entregado para entrenamiento. Esta nunca voló. Se deterioró rápidamente por el húmedo clima de invierno. Para mayo de 1915, el CAC ya no existía.
Durante la Primera Guerra Mundial, más de 20,000 canadienses se ofrecieron voluntariamente para servir con el Cuerpo de Vuelo Real (RFC) y el Servicio de Aire Naval Real, produciendo aces como William Barker, W.Un. "Billy" Obispo, Piloto Naval Raymond Collishaw, Roy Brown, Donald MacLaren, Frederick McCall, y Wilfrid "Wop" mayo. En 1917 el RFC abrió campos de entrenamiento en Canadá para reclutar y entrenar aviadores canadienses. El gobierno canadiense avanzó el dinero de la RFC para abrir una fábrica de aviones en Toronto, Canadian Airplanes, pero no participó de otra manera.

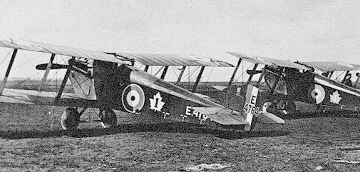
Sopwith Delfines de Núm.1 (Luchador) Escuadrón, CAF

En 1915, Gran Bretaña sugirió que Canadá tendría que considerar la posibilidad de levantar sus propias unidades aéreas. Sin embargo, no fue hasta la primavera de 1918, que el gobierno canadiense propuso formar un ala de ocho escuadrones para servicio con el Cuerpo de Canadá en Francia. En lugar de los ocho escuadrones propuestos, el Ministerio de Aire británico formó dos escuadrones canadienses (un bombardero, un luchador). El 19 de septiembre de 1918, el gobierno canadiense autorizó la creación de la Fuerza Aérea Canadiense (CAF) para tomar el control de estos dos escuadrones bajo el mando del teniente coronel canadiense W.Un. Obispo, el as principal del Imperio Británico y el primer aviador canadiense la Victoria Cross. En junio de 1919 el gobierno británico recortó los fondos a los escuadrones, y en febrero de 1920, la Fuerza Aérea canadiense en Europa fue disuelta, nunca habiendo volado ninguna operación.
Se había pensado que estos dos escuadrones europeos serían el núcleo de una nueva fuerza aérea canadiense. De hecho, algunos miembros de la CAF creían que se convertirían en miembros de una nueva fuerza aérea permanente. Sin embargo, el 30 de mayo de 1919 el gobierno canadiense decidió contra una nueva fuerza aérea militar porque se sentía que no era necesario.

## Establecimiento

### Tablero Aéreo y la Fuerza Aérea Canadiense
Después de la guerra, Gran Bretaña comprometió a Canadá con la Convención Internacional para la Navegación Aérea, parte de la Convención de Paz firmada por Gran Bretaña en París en 1919. Canadá debía controlar la navegación aérea y el tráfico dentro de sus fronteras. Para lograr esto, Canadá instituyó la Junta del Aire, cuya tarea era principalmente reguladora, pero también era responsable de controlar la aviación civil y manejar la defensa aérea.

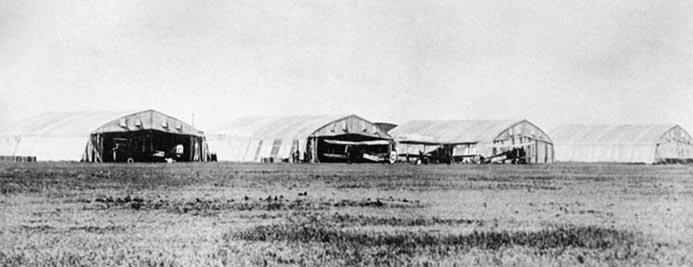
DH4 aeronaves en la estación de aire de Tablero de Aire en Río Alto, Alberta, 1922. La aeronave estuvo utilizada para patrullas de silvicultura y fotografía

Uno de las primeras responsabilidades de la Junta de Aire fue la administración de la operación de más de 100 aeronaves sobrantes que el gobierno británico había dotado a Canadá para ayudar a Canadá con defensa aérea. Varios aviones del avión que volaba y el otro equipo también habían sido donados a Canadá por los americanos que habían establecido temporalmente las estaciones aéreas navales en la costa del este a la espera de la formación Servicio Aéreo Naval Real canadiense. La Junta Aérea decidió operar estas aeronaves en apoyo de operaciones civiles como silvicultura, levantamiento fotográfico y patrullas contra el contrabando. Seis estaciones aéreas fueron tomadas encima o establecidas por la Junta Aérea en 1920–21 para operaciones de vuelo civil.
La aventura de la Junta Aérea en la defensa aérea consistía en proporcionar entrenamiento de refresco a los pilotos de guerra anteriores a través de una parte pequeña milicia aérea a tiempo parcial conocida como la Fuerza Aérea Canadiense (CAF) en la antigua estación aérea Royal Flying Corps, Camp Borden. El pensamiento político de la época era proponer que un servicio aéreo militar permanente no sería popular entre el público, especialmente durante la paz. Este programa de entrenamiento empezó en julio de 1920 y terminó en marzo de 1922. La milicia aérea se disolvió.
El Departamento de Defensa Nacional se formó en 1922 y se convirtió en responsable de la Junta Aérea y su rama CAF. La CAF se convirtió en una nueva organización, y en 1923 fue responsable de todas las operaciones de vuelo en Canadá, incluida la aviación civil. Las operaciones civiles de vuelo establecidas originalmente por la Junta Aérea continuaron bajo la CAF.

### Real Fuerza Aérea Canadiense
La idea de que la Fuerza Aérea Canadiense se convirtiera en "Royal" se generó por primera vez cuando la Fuerza de Aire australiana se convirtió en "Real" en agosto de 1921. El 5 de enero de 1923 se notificó oficialmente a Canadá que su majestad había concedido el título. El Gobierno canadiense, sin embargo, no reconoció oficialmente la concesión del nuevo título, Fuerza Aérea Canadiense real (RCAF), hasta el 1 de abril de 1924.
La RCAF continuó las tareas civiles tales como patrullas contra el contrabando, relojes de incendios forestales, aspersión aérea forestal, entrega de correo, vuelos de misericordia, aplicación de la ley y fotografía topográfica/aérea y hubo algún entrenamiento. Una importante empresa de la RCAF durante 1927-28 fue la Expedición al Estrecho de Hudson ('Hudson Strait Expedición) cuyo propósito fue investigar los movimientos de hielo y las condiciones de navegación en el Hudson Strait en preparación para la posible creación de un importante puerto marítimo en la Hudson Bahía en Churchill, Manitoba.
La nueva Fuerza Aérea debía organizarse en una Fuerza Permanente y una Fuerza Auxiliar o No Permanente (Fuerza Aérea Activa No Permanente, o NPAAF), pero el NPAAF no se hizo activo por otros ocho años.
La RCAF reemplazó a la Junta de Aire ya la CAF como reguladora de la aviación civil canadiense. En 1927 se reorganizó la gestión de la aviación en Canadá para que la RCAF, ahora considerada como un cuerpo militar, no controlara el vuelo civil. Se creó una nueva rama gubernamental, la "Subdivisión de Operaciones Aéreas del Gobierno Civil" (CGAO), para administrar las operaciones aéreas que apoyaban a los departamentos civiles. Sin embargo, la RCAF administró la sucursal y suministró casi todos los aviones y personal. La RCAF continuó apoyando a la CGAO hasta que el Departamento de Transporte asumió la responsabilidad de apoyar a los departamentos civiles o hasta que estos departamentos instituyeron sus propios servicios de vuelo.
Los recortes presupuestarios a principios de los años treinta afectaron la fuerza del personal, la construcción del aeródromo, la capacitación de pilotos, las compras de aeronaves y el vuelo operacional. El "Big Cut" de 1932 fue especialmente devastador para la RCAF. El NPAAF se formó finalmente en 1932 en respuesta a los recortes presupuestarios. Diez escuadrones auxiliares se formaron entre 1932 y 1938. Sin embargo, la Fuerza Aérea comenzó a reconstruirse a lo largo de la década de 1930 y las prioridades estaban dirigidas a aumentar la fuerza de la RCAF como una organización militar en lugar de mejorarla para apoyar mejor las operaciones aéreas civiles. Se ordenaron nuevos aviones y se construyeron nuevas estaciones aéreas. La RCAF amplió o combinó sus unidades y se implementaron los comandos regionales.
Al final de la década de 1930 la RCAF no era una fuerza militar importante. Las aeronaves eran obsoletas, y la RCAF no tenía experiencia en operaciones militares. Aunque se habían capacitado a nuevos pilotos y otro personal, la mano de obra seguía careciendo. Muchos de estos problemas serían superados con la implementación del Plan de Entrenamiento Aéreo de la Commonwealth Británica (BCATP) durante la Segunda Guerra Mundial.

## Segunda Guerra Mundial
El estallido de la Segunda Guerra Mundial vio el RCAF que coloca ocho de sus once escuadrones operacionales permanentes, pero en octubre de 1939, 15 escuadrones estaban disponibles (12 para la defensa de la patria, tres para el servicio de ultramar). Veinte tipos de aeronaves estaban en servicio en este punto, más de la mitad de ellos para entrenamiento o transporte, y la RCAF empezó la guerra con solo 29 aviones de combate bombarderos de primera línea. La RCAF alcanzó la fuerza máxima de 215,000 (todos los rangos) en enero de 1944. Al final de la guerra, la RCAF sería la cuarta mayor fuerza aérea aliada. Aproximadamente 13,000 miembros de la RCAF fueron asesinados mientras estaban en operaciones o murieron como prisioneros de guerra. Otros 4000 murieron durante el entrenamiento o por otras causas.
Durante la guerra, la RCAF estuvo implicado en tres áreas: el Plan de Entrenamiento Aéreo de la Commonwealth Británica (BCATP), la defensa del hogar, y operaciones en el extranjero.

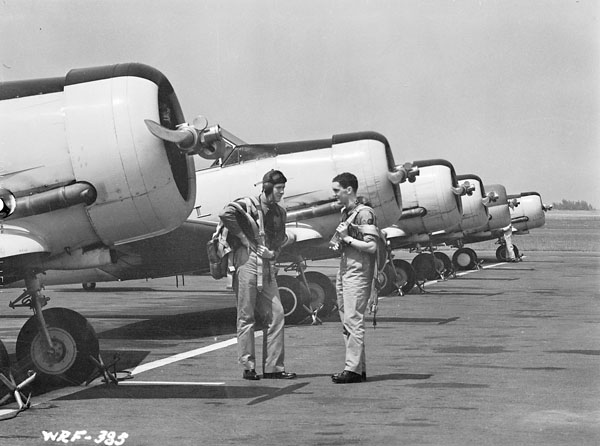
Instructor y estudiante con Harvard norteamericano #II aeronaves de Núm.2 Vuelo de Servicio Escuela de Formación, RCAF Estación Uplands, 1941

### Plan de Formación Aérea de la Comunidad Británica
En 1939, Canadá, el Reino Unido, Australia y Nueva Zelanda acordaron entrenar a la tripulación para el servicio de guerra. El plan de formación, conocido como el Británico Commonwealth Plan de Formación del Aire (BCATP), estuvo administrado por el gobierno canadiense y mandado por el RCAF; aun así, un tablero supervisor con representantes de cada del cuatro implicó los países protegieron los intereses de los otros tres países. Entrenando los aeródromos y otras instalaciones estuvieron localizados por todas partes Canadá. A pesar de que algunas tripulaciones aéreas la formación tuvo lugar en otro Commonwealth países, las instalaciones de formación de Canadá suministraron la mayoría de las tripulaciones para en el extranjero servicio operacional. Escuelas escuelas de formación iniciales incluidas, el vuelo elemental que entrena escuelas, vuelo de servicio que entrena escuelas, volando las escuelas del instructor, escuelas generales de reconocimiento, unidades de formación operacional, escuelas inalámbricas, bombardeo y escuelas de artillería, una escuela de ingenieros de vuelo, escuelas de navegación del aire, escuelas de observación del aire, escuelas de hallazgo de dirección radiofónica (radar), escuelas especializadas, y unas cuantas escuelas suplementarias. El BCATP contribuyó con más de 130.000 tripulantes al esfuerzo de guerra.

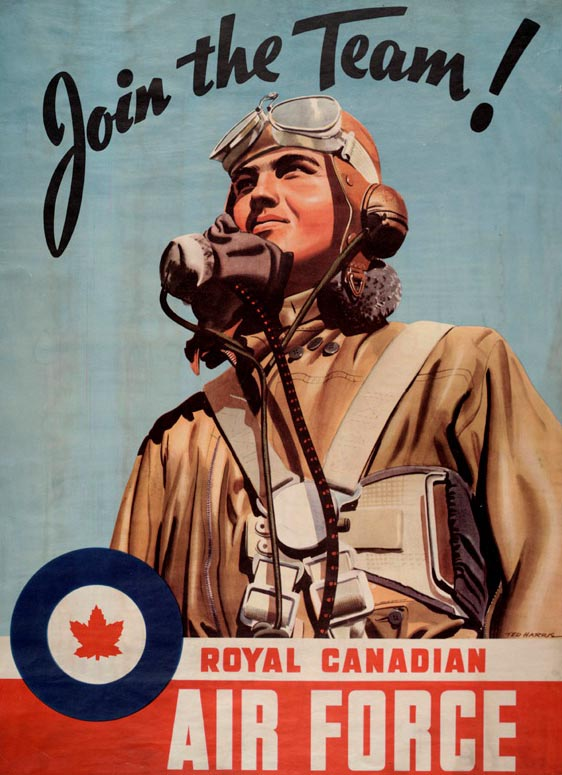
Segunda Guerra Mundial recruiting cartel

### Defensa local
La defensa casera fue supervisada por dos comandos del Establecimiento de Guerra de la Casa: Orden de Aire Occidental y Orden de Aire Oriental. Localizado en las costas del oeste y del este de Canadá, estas órdenes crecieron a 37 escuadrones, y era responsable para proteger las costas de Canadá de ataque de enemigo y para proteger el envío aliado. Las amenazas incluyeron U-barcas alemanas a lo largo de la costa del este y en caminos de navío Atlántico y el potencial de ataque por fuerzas japonesas. Después de que el ataque en Pearl Harbor en 1941, más los escuadrones estuvieron desplegados al del oeste. Las unidades canadienses fueron enviadas a Alaska para asistir a los estadounidenses en la defensa de Alaska durante la Campaña de Islas Aleutianas.
Códigos nacionales de la escuadrilla de la RCAF, 1939-45
| Escuadrón | Códigos  | Notas                                   |
| --------- | -------- | --------------------------------------- |
| 1         | Luchador |                                         |
| 2         | KO       | Ejército de cooperación                 |
| 3         | OP       | Bombardero / recon OTU                  |
| 4         | FY, BO   | 1939-42, 42-45, patrulla costera        |
| 5         | QN, DE   | 1939-41, 42-45, patrulla costera        |
| 6         | XE       | Patrulla costera                        |
| 7         | FG       | Bombardero de torpedo, patrulla costera |
| 8         | YO       | Bombardero                              |
| 9         | KA, HJ   | 1939-41, 42-45, patrulla costera        |
| 10        | PB, JK   | 1939-41, 42-45, patrulla costera        |
| 11        | OY, KL   | 1939-41, patrulla costera               |
| 12        | QE       | Comunicaciones                          |
| 13        | MK, AP   | 1939-41, 42-45,                         |
| 14        | AQ       | Luchador, fotográfico                   |
| 111       | TM, LZ   | 1939-41, 42-45, Caza                    |
| 115       | BK, UV   | 1939-41, 42-45, patrulla costera        |
| 117       | EX, PQ   | Patrulla costera                        |
| 118       | RE, VW   | 1939-41, 42-45, Caza                    |
| 119       | DM, GR   | 1939-41, 42-45, bombardero              |
| 120       | MX, RS   | Patrulla costera                        |
| 123       | VD       | Caza                                    |
| 125       | BA       | Caza                                    |
| 126       | BV       | Caza                                    |
| 127       | TF       | Caza                                    |
| 128       | RA       | Caza                                    |
| 129       | HA       | Caza                                    |
| 130       | AE       | Caza                                    |
| 132       | ZR       | Caza                                    |
| 133       | FN       | Caza                                    |
| 135       | XP       | Caza                                    |
| 145       | EA       | Patrulla costera                        |
| 147       | SZ       | Bombardero                              |
| 149       | ZM       | Bombardero de torpedo                   |

### Operaciones en el extranjero
Bajo la supervisión de RCAF Overseas, cuarenta y ocho escuadrillas de la ARC participaron en tareas operacionales en el extranjero en Gran Bretaña, el noroeste de Europa, el norte de África y el sudeste asiático.
Estos escuadrones participaron en la mayoría de los papeles, incluyendo combatiente, luchador de noche, intruso del caza, reconnaissance, anti-envío, antisubmarino, estratégico bombardeando, transporte, y combatiente-bombardero. Los escuadrones de la ARCA a menudo incluían personal no perteneciente a la RCAF, y el personal de la RCAF también eran miembros de los escuadrones de la Fuerza de Aire Real. Los pilotos de combate canadienses de alto puntaje incluyen George Beurling, Don Laubman, Don Laubman y Robert Fumerton, Milberry 1984, p. 134, 136, 142.</ref>
El RCAF desempeñó papeles claves en la Batalla de Gran Bretaña, antisubmarine warfare durante la Batalla del Atlántico (1940), las campañas de bombardear contra industrias alemanas (especialmente con el Grupo de RCAF N.º 6 Grupo 6, el Comando de Bombardero de la RAF), y soporte cercano de fuerzas aliadas durante la Batalla de Normandía y campañas de tierra posteriores en al noroeste Europa. Los escuadrones y el personal de la ARC también participaron en operaciones en Egipto, Italia, Sicilia, Malta, Ceilán, India, y Birmania.

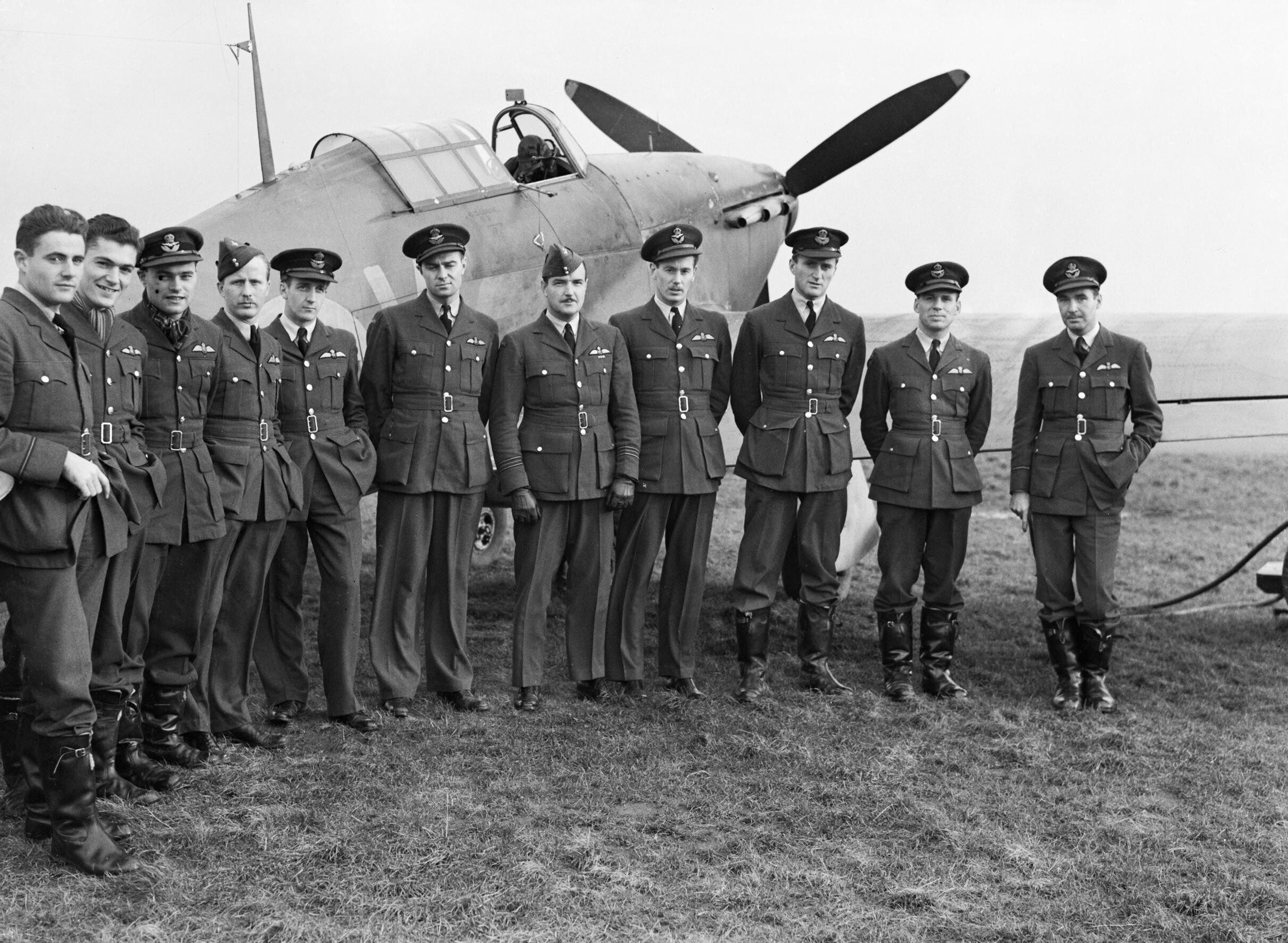
Pilotos de Núm. 1 Escuadrón RCAF con uno de sus Huracanes de Vendedor ambulante en Prestwick, Escocia, 30 de octubre de 1940. Núm. 1 Escuadrón (más tarde rebautizado a 401 Escuadrón) era el primer RCAF escuadrón para ver acción durante la guerra

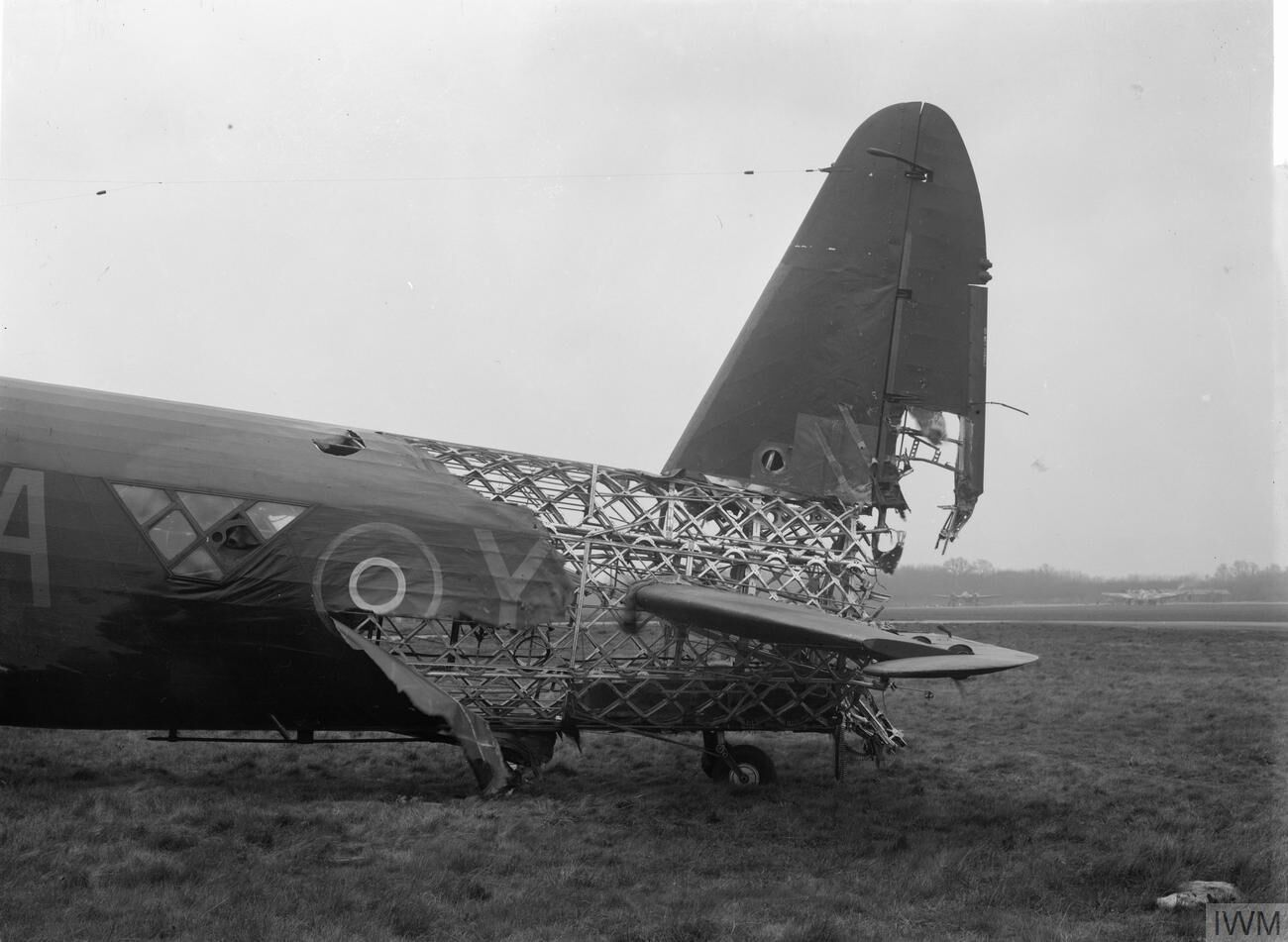
Wellington Mark X ÉL239 de Núm.428 Sqn. RCAF, después de su torreta trasera estuvo atacada fuera por alemán flak, abril, 1943

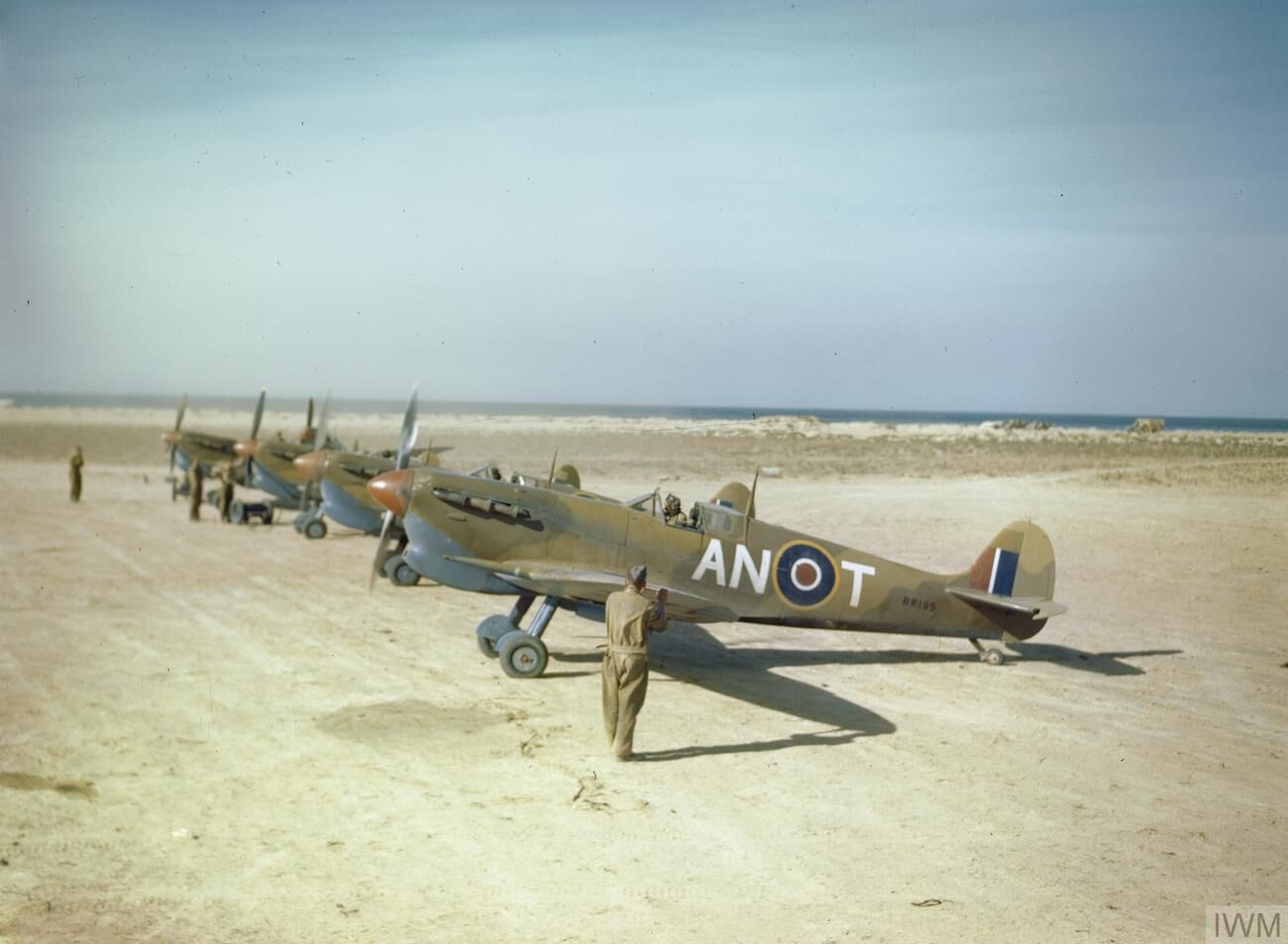
Mark VC Spitfires de Núm. 417 Escuadrón RCAF en Goubrine, Túnez, mayo de 1943

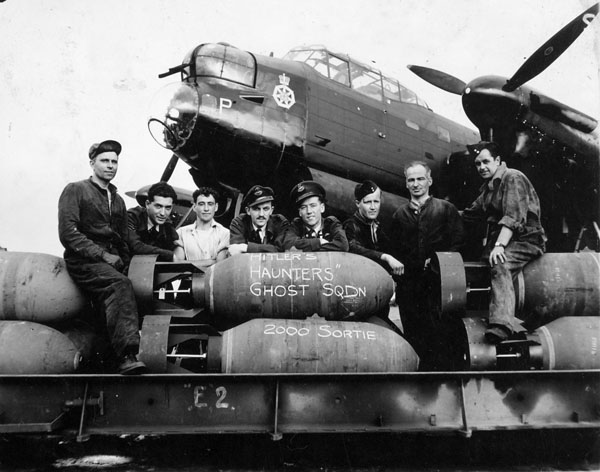
Tripulación del escuadrón No. 428 RCAF de un bombardero Lancaster, 18 de agosto de 1944

En el extranjero RCAF códigos de escuadrón 1940–1945 (400-series):
| Escuadrón # | Códigos de escuadrón   | Notas                                                |
| ----------- | ---------------------- | ---------------------------------------------------- |
| 400         | SP                     | Reconocimiento                                       |
| 401         | YO                     | Caza                                                 |
| 402         | AE                     | Caza                                                 |
| 403         | KH                     | Caza                                                 |
| 404         | EE Y EO                | Patrulla costera, los códigos cambiaron mid-guerra   |
| 405         | LQ                     | Bombardero                                           |
| 406         | HU                     | Caza                                                 |
| 407         | RR                     | Patrulla costera                                     |
| 408         | EQ                     | Bombardero                                           |
| 409         | KP                     | Caza                                                 |
| 410         | RA                     | Caza                                                 |
| 411         | DB                     | Caza                                                 |
| 412         | VZ                     | Caza                                                 |
| 413         | QL                     | Patrulla costera                                     |
| 414         | RU                     | Reconocimiento                                       |
| 415         | GX, NH, 6U             | Costero patrullero - 1941-43, 44, bombardero - 44-45 |
| 416         | DN                     | Caza                                                 |
| 417         | Un                     | Caza                                                 |
| 418         | Bombardero de luchador | Caza bombardero                                      |
| 419         | VR                     | Bombardero                                           |
| 420         | PT                     | Bombardero                                           |
| 421         | AU                     | Caza                                                 |
| 422         | DG                     | Patrulla costera                                     |
| 423         | AB, YI                 | Patrulla costera 1943, 44-45                         |
| 424         | QB                     | Bombardero                                           |
| 425         | KW                     | Bombardero                                           |
| 426         | OW                     | Bombardero                                           |
| 427         | ZL                     | Bombardero                                           |
| 428         | NA                     | Bombardero                                           |
| 429         | AL                     | Bombardero                                           |
| 430         | G9                     | Reconocimiento                                       |
| 431         | SE                     | Bombardero                                           |
| 432         | QO                     | Bombardero                                           |
| 433         | BM                     | Bombardero                                           |
| 434         | IP                     | Bombardero                                           |
| 435         | Transporte             |                                                      |
| 436         | U6                     | Transporte                                           |
| 437         | Z2                     | Transporte                                           |
| 438         | F3                     | Caza bombardero                                      |
| 439         | 5V                     | Caza bombardero                                      |
| 440         | Yo8                    | Caza bombardero                                      |
| 441         | 9G                     | Caza                                                 |
| 442         | Y2                     | Caza                                                 |
| 443         | 2yo                    | Caza                                                 |
| 444         |                        |                                                      |
| 445         |                        |                                                      |
| 446         |                        |                                                      |
| 447         |                        |                                                      |
| 448         |                        |                                                      |
| 449         |                        |                                                      |

## Guerra Fría

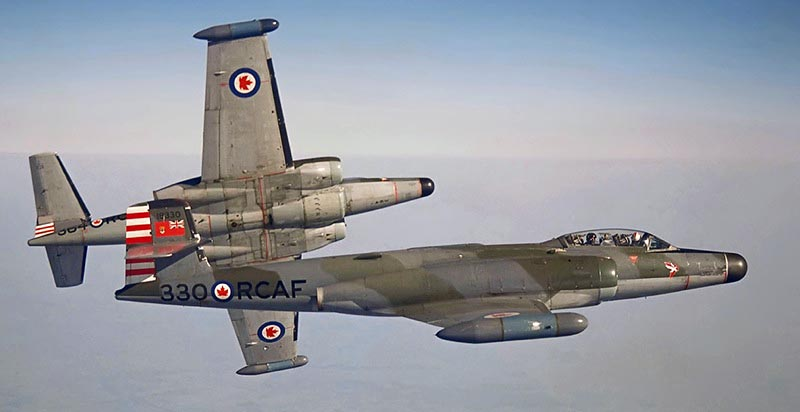
CF-100s del escuadrón Núm. 423, 1962. Este escuadrón estuvo basado en Grostenquin, Francia

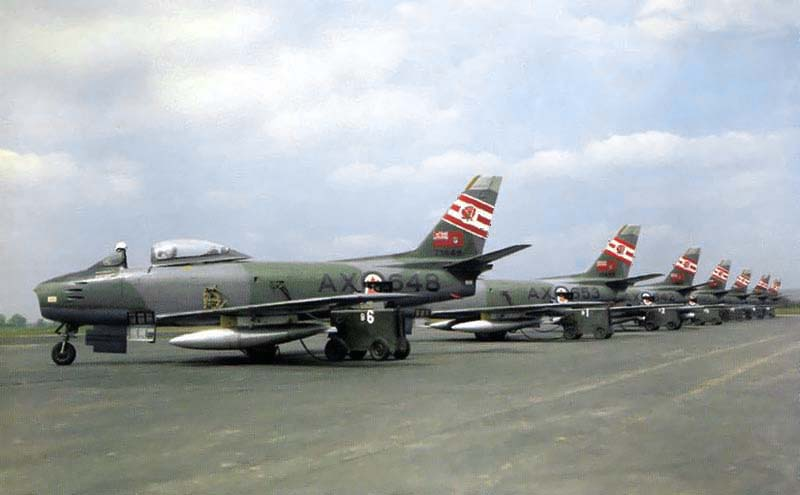
Saber del Escuadrón Grostenquin Núm. 421, Francia, 1957

En la primavera de 1945, el BCATP fue descontinuado y el RCAF fue reducido de 215,000 a 164,846 (todos los rangos) y por el Día de VJ el 2 de septiembre de 1945, se propuso que la RCAF mantenga una fuerza en tiempo de paz de 16,000 (todos los rangos) y ocho escuadrones. A finales de 1947 la RCAF tuvo cinco escuadrones y cercanos a 12,000 personal (todos los rangos). Las actividades en tiempo de paz se reanudarony la RCAF participó en actividades tales como fotografía aérea, cartografía y levantamiento, transporte, búsqueda y rescate, y misiones de piedad (misericordia). En marzo de 1947 el RCAF fueron entregados los primeros helicópteros, varios Sikorsky H-5s, que fueron utilizados para el entrenamiento, la búsqueda y el rescate. El interés en el Ártico llevó a varias expediciones militares del norte apoyadas por el ARCA.
A finales de 1948, el bloque soviético era percibido como una seria amenaza para la seguridad en Europa. La Guerra Fría comenzó a prepararse para hacer frente a esta amenaza. En diciembre de 1948 el gobierno decidió aumentar el número de establecimientos de la RCAF, aumentar el tamaño y re-acondicionar las estaciones aéreas existentes, reclutar personal adicional y obtener y producir nuevas (jet) aeronaves. A pesar de que la RCAF tenía un caza a reacción en 1948, el británico de Havilland Vampiro, sería reemplazado, a partir de 1951 por el más eficaz Sable, construido bajo licencia por Canadair. El nuevo Avro CF-100 Canuck fue también construido e introducido al servicio del escuadrón en abril de 1953. La RCAF era la primera fuerza aérea para operar aeronaves de transporte del jet con dos Cometas que entran en servicio en 1953. El re-equipamiento y la expansión de la ventaja aérea llevaron al gobierno a abandonar sus planes para tan sólo ocho escuadrones.
En agosto de 1949, Canadá se incorporó a la OTAN, y como parte de su compromiso militar, estableció una División Aérea (N ° 1 División Aérea RCAF, División Aérea N ° 1) en Europa, que consta de cuatro alas. El primer ala a forma, el N.º 1 ala del combatiente, estuvo establecida en el norte Luffenham, Inglaterra en 1951, pero más tarde fue movido a la Estación del RCAF Marville, Francia. Otras alas de la RCAF siguieron rápidamente, con las bases establecidas en la Estación Grostenquin de RCAF Grostenquin, Francia; Zweibrücken, Alemania Del oeste; y la estación de RCAF Baden-Soellingen, Alemania Del oeste. Cada una de estas alas constaba de tres escuadrones de caza.  La columna vertebral del apoyo de la RCAF a las fuerzas aéreas de la OTAN en Europa en los años 1950 fue el CF-100 y el Sable. Hasta 1958, la RCAF también capacitó tripulantes de otros países de la OTAN bajo el Plan de Entrenamiento Aeronáutico de la OTAN.
En 1950, el RCAF estuvo muy involucrada con el transporte de personal y suministros en apoyo de la Guerra coreana. La RCAF no estaba involucrada en un papel de combate, ya que no había escuadrones de combate a reacción capaces del tipo de combate requerido en Corea, y los escuadrones de cazas capaces que más tarde se hicieron operativos fueron asignados al servicio de la OTAN en Europa. Veintidós pilotos de combate de la RCAF, aun así, volaron en el deber de intercambio con la USAF en Corea. Muchos, incluyendo Dirigente de Escuadrón Joseph Un.O. "Omer" Levesque, anotaron victorias aire-aire.

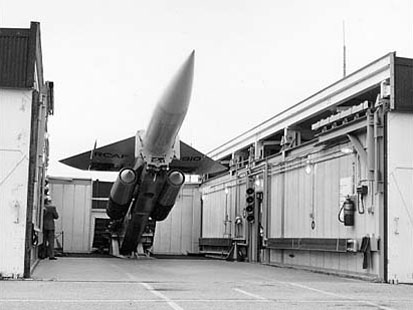
Misil Bombarc

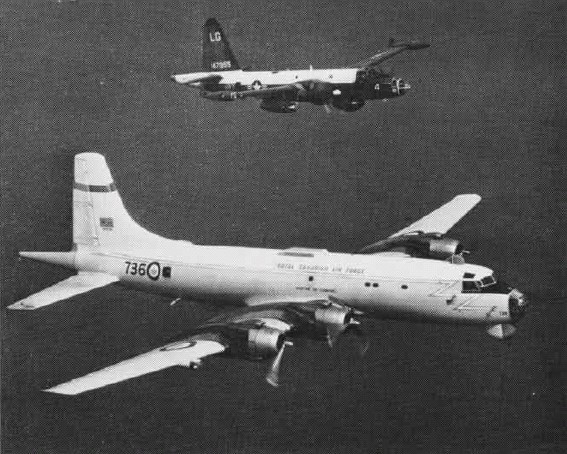
Un RCAF Argus del escuadrón Núm. 415 en formación de vuelo con unos EE. UU. Navy Neptune

La amenaza nuclear soviética posada por un creciendo flota bombardera en el temprano 1950s vio el USAF y RCAF socio para construir el Pinetree red de Línea de estaciones de radar de aviso tempranas a través de Canadá en aproximadamente el 50° del norte paralelo de latitud con estaciones adicionales a lo largo de las costas del este y del oeste. Esto estuvo expandido en el mid-1950s con el edificio del Mid-Línea de Canadá en aproximadamente el 55° del norte paralelo y finalmente en el tardío-1950s y al temprano 1960s la Línea de ROCÍO estuvo construida a través de las regiones Árticas de América del Norte. La naturaleza de la amenaza bombardera soviética y de otras incursiones hostiles a norteamericanos airspace vio un RCAF y USAF sociedad en la creación del Aire norteamericano (Aeroespacial, después de que 1981) Orden de Defensa (NORAD) cuál estuvo formado el 1 de agosto de 1957.
La amenaza bombardera soviética posó a América del Norte también vio el RCAF empezar el desarrollo del Avro CF-105 luchador de Flecha-interceptor. La naturaleza de cambiar de la amenaza soviética de bombarderos a ICBMs en el tardíos 1950s, y presión de los Estados Unidos, vio el CF-105 programa scrapped a favor de Bomarc nuclear-misiles antiaéreos vertidos.
Para mejorar sus capacidades, el RCAF empezó reemplazar su aeronave de 1950 eras con números más pequeños de segundo-aeronave de generación. Para caso, para defensa de aire, el CF-101 Vudú armado con el AIRE-2 Genie nuclear-el misil aire-aire armado reemplazó el CF-100, y los sables estuvieron reemplazados por el CF-104 Starfighter, el cual sirvió en una huelga/reconnaissance función.
Defensa costero y peacekeeping el soporte era también importante. Escuadrones patrulleros marítimos stationed encima costas del este y del oeste de Canadá estuvieron proporcionadas con Lancasters, y más tardíos Neptune, y Argus aeronave para llevar en anti-operaciones de submarino. El RCAF peacekeeping la función principalmente incluida el transporte de tropas, suministros, y observadores de tregua a áreas atribuladas del mundo.
Muchos RCAF acrobáticos o equipos de manifestación del vuelo existieron durante este periodo. Estos incluyen los Diablos Azules (volando Vampiros), el Fireballs (un equipo de División del Aire que vuela Sables), el Cielo Lancers (un equipo de División del Aire que vuela Sables), el Dorados Hawks (volando Sables), el Goldilocks (volando Harvards), y el Dorados Centennaires (volando Tutores).
Debido a la Guerra Fría y la Guerra coreana, el RCAF creció a una fuerza de 54,000 personal (todos los rangos) por 1954 y logró una 1955 cumbre de 41 escuadrones.

## Unificación y Comando Aéreo
En 1964, el gobierno canadiense comenzó a reorganizar las fuerzas armadas de Canadá con el fin de integrar la RCAF con la Real Navy (RCN) y el Ejército Canadiense para formar las Fuerzas canadienses unificadas. El propósito de la fusión era reducir costes y aumentar eficacia de funcionamiento. El Ministro de Defensa Nacional, Paul Hellyer, declaró el 4 de noviembre de 1966 que "la fusión ... proporcionará la flexibilidad necesaria para que Canadá pueda cumplir de la manera más efectiva los requerimientos militares del futuro y también establecerá a Canadá como un líder indiscutible en el campo de la organización militar". Una nueva Ley de Defensa Nacional fue aprobada en abril de 1967. El 1 de febrero de 1968 entró en vigor la Ley de Reorganización de las Fuerzas Canadienses y la ARC dejó de existir. Las tres ramas de las Fuerzas Canadienses se unificaron en un solo servicio con el objetivo de mejorar la efectividad y flexibilidad militar de Canadá.

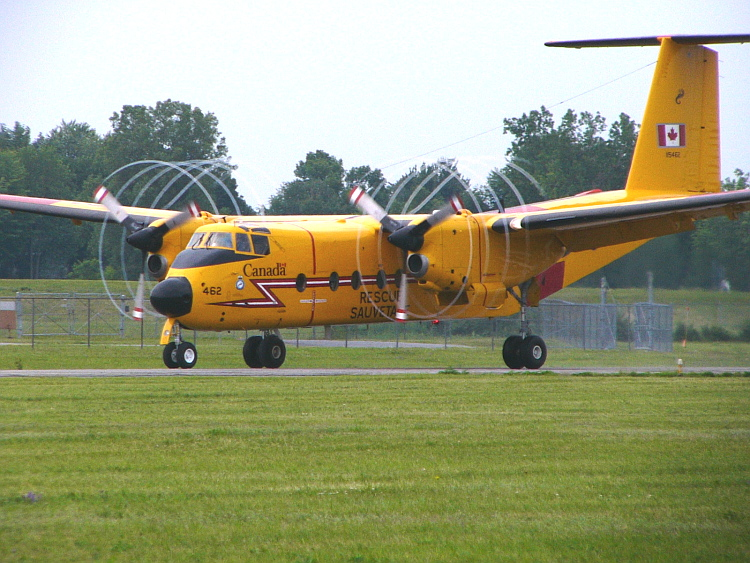
CC-115 Buffalo

Seis comandos fueron establecidos para las fuerzas unificadas:
1. El Comando Móvil de la Fuerza de las Fuerzas Militares canadienses se compuso de las fuerzas terrestres anteriores del ejército canadiense, así como de los helicópteros tácticos del ejército (CH-135 Gemelo Huey, CH-136 Kiowa, CH-147 Chinook, CH-113Un Voyageur) y CF-104 Starfighter avión de ataque táctico y terrestre.
2. Comando marítimo de las Fuerzas Marítimas de las Fuerzas Marítimas (Command Comando Marítimo de las Fuerzas Marítimas canadienses) en apoyo de los antiguos buques de la RCN, así como misiones de reconocimiento y patrullaje marítimo, incluyendo CH-124 Sea King y el CP-121 Tracker.
3. El Comando de Defensa Aérea de las Fuerzas Armadas canadienses consistió principalmente en aviones caza-interceptores CF-101 Voodoo y en las redes de radar de las líneas de alerta temprana DEW Line, Mid-Canada Line y Pinetree Line.
4. El Comando de Transporte Aéreo de las Fuerzas Armadas canadienses era el responsable del transporte aéreo estratégico y el reabastecimiento de combustible de los aviones. Su función principal era el transporte de las tropas terrestres del Mando Móvil hacia y desde las zonas de conflicto lejano. El CC-137 Husky fue utilizado en esta capacidad.
5. El Comando de Entrenamiento de las Fuerzas Canadienses (Comando de Entrenamiento de las Fuerzas Canadiense) era responsable de la formación de tripulaciones y entrenamientos en todas las órdenes de las fuerzas armadas.
6. El Comando de Materiales proporcionó apoyo de mantenimiento y suministro a los otros comandos.
Junto con estos seis nuevos comandos, se crearon Sistemas de Comunicaciones y Fuerzas de las Fuerzas Canadienses (Canadian Forces Europe). Sistemas de Comunicaciones se formó en un comando en 1970; Canadian Forces Europe fue cerrada en 1994.
En 1971, el equipo acrobático de Snowbird Snowbirds, que volaba el instructor del CT-114, fue formalmente creado para demostrar las habilidades de vuelo del personal canadiense de la fuerza aérea. El equipo continúa la tradición de vuelo de demostración de anteriores equipos canadienses de acrobacia aérea. Los Snowbirds fueron designados un Escuadrón (Escuadrón de Demostración de Aire N.º 431) en 1978. 

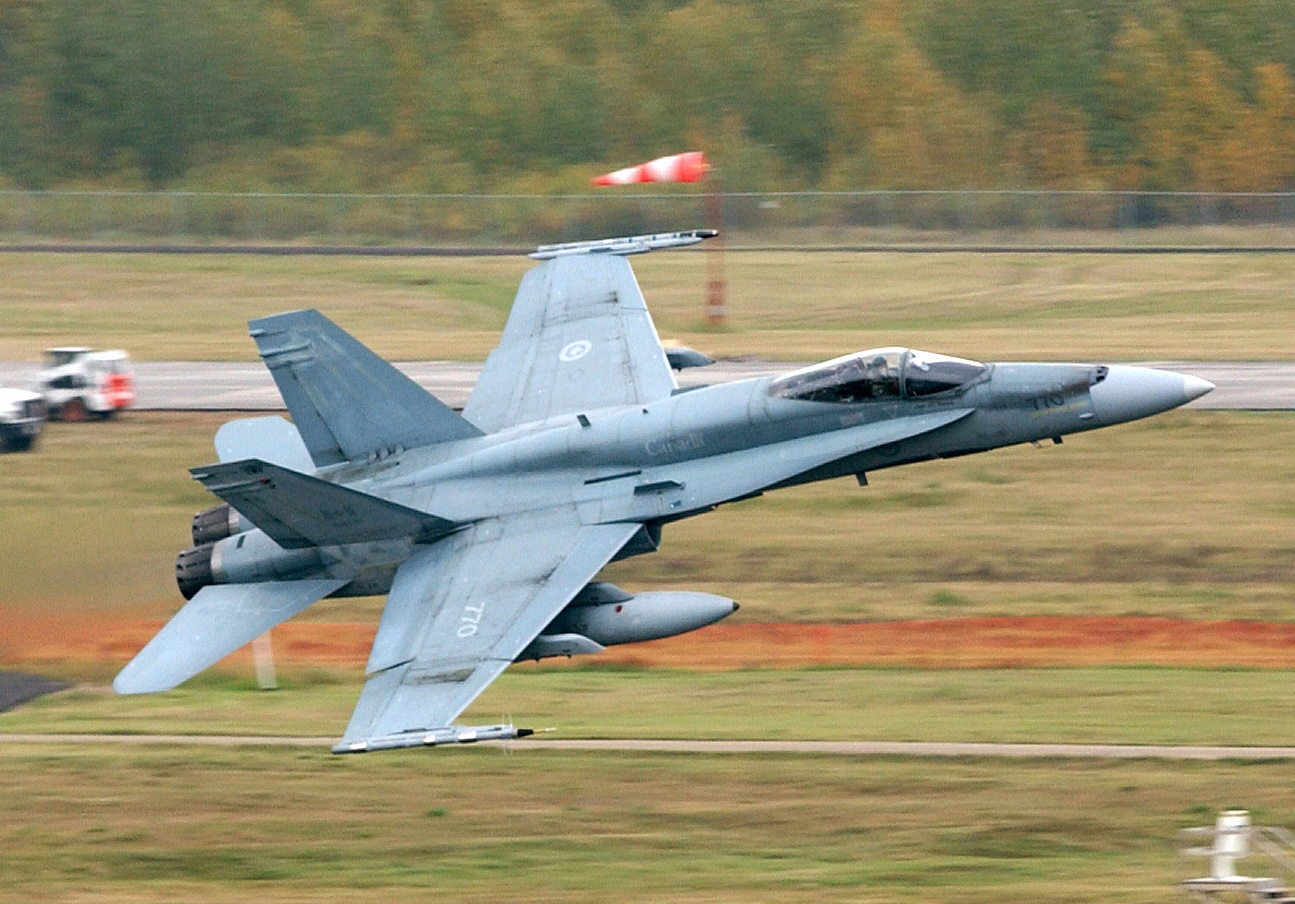
Un CF-18 Hornet despega de Cold Water Lake, Alberta, Canadá, 2003

El 2 de septiembre de 1975, las Fuerzas Canadienses transfirieron los activos aéreos de todos los mandos a un nuevo Comando Aéreo (AIRCOM). El Comando de Defensa Aérea y el Comando de Transporte Aéreo fueron suprimidos. En su lugar, el Grupo de Defensa Aérea y el Grupo de Transporte Aéreo fueron formados y subordinados al Comando Aéreo. Los activos aéreos del Comando Marítimo fueron transferidos a un recién formado Grupo Aéreo Marítimo. El entrenamiento aéreo se convirtió en la responsabilidad de un Grupo de Entrenamiento de Aire recién creado 14 y los activos aéreos del Comando Móvil fueron transferidos a un nuevo Grupo Aéreo Táctico recién formado. N.º 1 Grupo aéreo canadiense se formó en Europa para controlar todos los activos aéreos allí. AIRCOM se parecía mucho a la vieja RCAF como el nuevo comando manejado todos los requisitos de la aviación de las fuerzas armadas de Canadá.
Varias bases cerraron durante los años 1970s-90s mientras que los cambios de la aeronave ocurrieron. Cuando se adquirieron bombarderos de combate tácticos CF-104 Starfighter y CF-101 Voodoo se retiraron a principios de mediados de los años ochenta, lo que llevó al cierre de CFB (CFB-18 Hornet CF-18A / B Hornet) Chatham]] y CFB Baden Soellingen y varios rangos de bombardeo. El avión de combate CF-116 y el avión de transporte/reabastecimiento Boeing 707 fueron retirados. Asimismo, a lo largo de los años, las estaciones de las tres líneas de alerta temprana de radar fueron modernizadas o cerradas.
A finales de los años 70, AIRCOM reemplazó al CP-107 Argus y al CP-121 Tracker por el avión de patrulla marítima CP-140 Aurora CP-140A Arcturus. Los recortes del gobierno junto con el cambio de los escuadrones marítimos de la costa este y las unidades de CFB Summerside a CFB Greenwood condujeron al cierre de CFB Summerside en 1991.
A principios de los años 90, el transporte de AIRCOM y los helicópteros de servicio público en apoyo de las operaciones del ejército se redujeron y se consolidaron con la compra del Griffon [CH-146], substituyendo el CH-135 Twin Huey, CH-136 Kiowa y CH-147 Chinook. El CH-137 Husky fue reemplazado por el Airbus CC-150 Polaris en 1997.

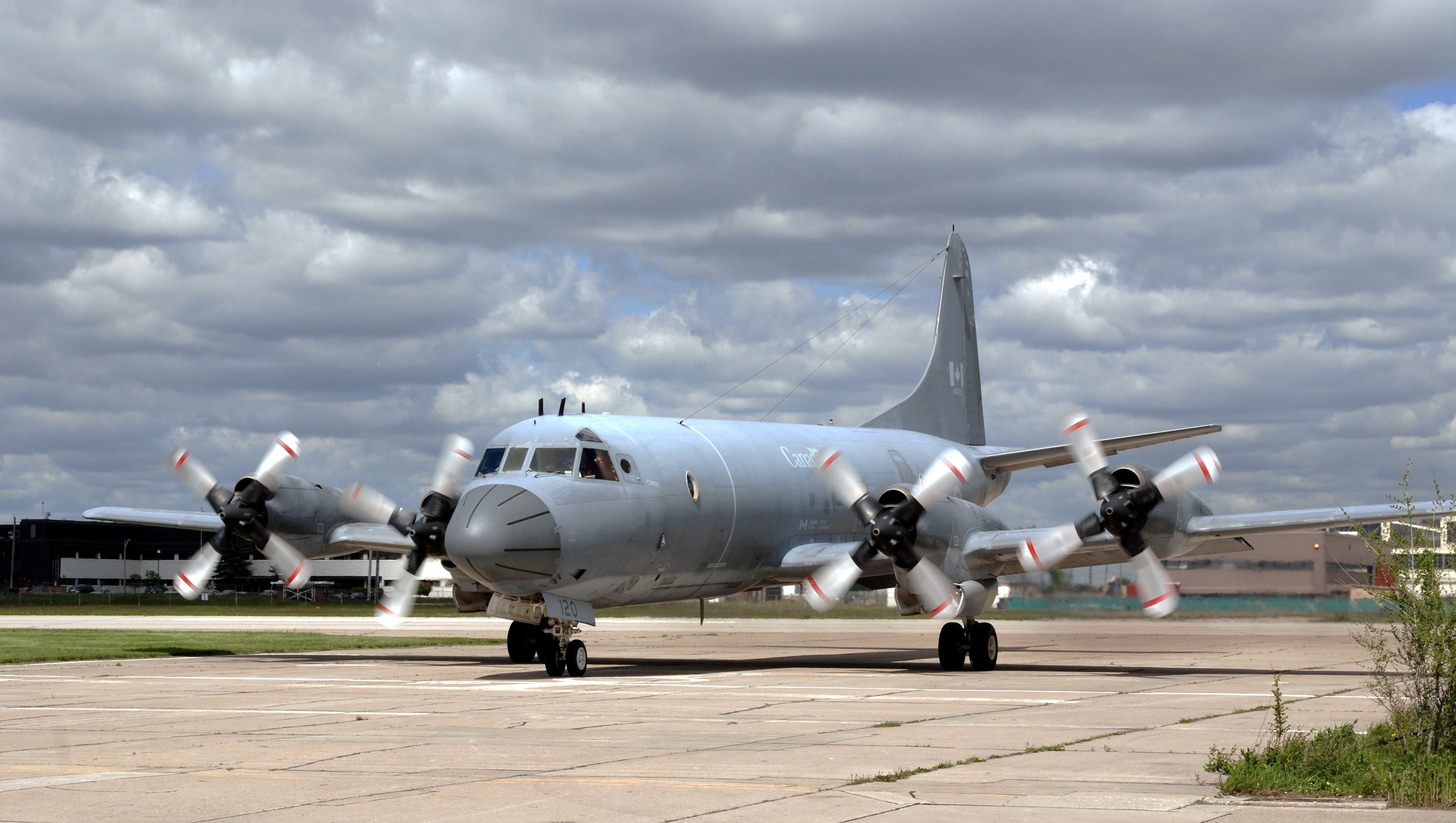
Un CP-140 Arcturus, llegando al Festival de Ruedas en el aeropuerto de Downsview, Toronto, Ontario, Canadá

Búsqueda y escuadrones de rescate recibieron aeronave nueva cuándo el CH-149 Cormorant reemplazó el CH-113 Labrador principio en 2002.  El CC-115 #Búfalo estuvo reemplazada en el 2000s con el CC-130 Hércules en CFB Trenton y CFB Greenwood, pero es todavía utilizado en la costa del oeste. Barco-aguantado anti-escuadrones de helicóptero del submarino actualmente están operando el CH-124 Rey de Mar.
En 2007 y 2008, cuatro C-17 Globemaster IIIs, basado en CFB Trenton, estuvo añadido para mejorar capacidades de transporte. Diecisiete CC-130J Super Hércules aeronave de transporte táctico estuvo adquirida por mayo de 2012.
El 1de julio de 31, 1997, todo los grupos anteriores estuvieron eliminados y colocados debajo Núm. 1 Aire canadiense la división/canadiense NORAD Región. La estructura operacional nueva estuvo basada encima 11 alas "operacionales" localizó a través de Canadá. El 25 de junio de 2009, 2 Aire canadiense División (2 CAD) estuvo establecido para ser responsable para formación de fuerza del aire y doctrina. Las unidades que forman 2 CAD incluye: 15 Ala Moose Mandíbula, 16 Ala Borden y el canadiense Aeroespacial Warfare el centro localizado en 8 Ala Trenton.
El 16 de julio de 2010, el gobierno canadiense anunció que la sustitución para el CF-18 será el americano F-35. Sesenta y cinco sería ordenado;  serían basados en CFB Bagotville y CFB Lago Frío.
De Marcha a noviembre de 2011, seis CF-18 Hornet aviones de combate, dos Boeing CC-177 Globemasters, dos CP-140 Auroras, y aproximadamente 250 Fuerzas canadienses el personal estuvo desplegado tan parte de Móvil de Operación, la respuesta de Canadá a la revuelta libia. Orden de aire ayudó mantener un área de exclusión aérea cuando la parte de Odisea de Operación Alborea. Canadiense CF-18s llevado a cabo huelgas de bomba en instalaciones militares libias.
En 2014, RCAF la aeronave devino implicada con suministros militares suministradores a Irak cuando parte de Impacto de Operación. Muchos CF-18s ha sido conduciendo ataques aéreos de combate.

### Comando Aérea rebautizado a "Real Fuerza Aérea Canadiense"
El 16 de agosto del 2011, el gobierno canadiense anunció que el nombre de "Comando Aéreo" estaba siendo cambiado al nombre histórico original de la Fuerza Aérea: Royal Canadian Air Force. El cambio fue hecho para reflejar mejor la herencia militar de Canadá y para alinear Canadá con otros países dominantes de la llave Commonwealth cuyos militares utilizan la designación real.

## Recibimientos de la Cruz de la Victoria
La Victory Cross (VC) es el premio más alto otorgado al personal de las fuerzas armadas británicas y de la Commonwealth de cualquier rango en cualquier servicio y civiles bajo comando militar para la valentía en presencia del enemigo. Este honor se ha concedido a dos miembros de la Royal Canadian Air Force desde su creación en 1924.
- Agente piloto Andrew Charles Mynarski, por el valor durante la acción sobre Cambrai, Francia, el 12 de junio de 1944.
- Lugarteniente de vuelo David Ernest Hornell, para el valor durante la acción cerca de las Islas Faroe, el 24 de junio de 1944.

## Mujeres en el RCAF
La Fuerza Aérea Auxiliar de Mujeres Canadiense (CWAAF) se formó en 1941 para tomar posiciones que permitirían a más hombres participar en entrenamiento de guerra y deberes de combate. El nombre de la unidad fue cambiado a la División de Mujeres de la Fuerza Aérea Real de Canadá (WD) en 1942. Aunque la División de Mujeres fue descontinuada en 1946 después del servicio de guerra, las mujeres se les permitió entrar en la RCAF en 1951 cuando la fuerza aérea se expandía para cumplir con los compromisos de la DE LA OTAN. Las mujeres fueron aceptadas como pilotos militares en 1980, y Canadá se convirtió en el primer país occidental en permitir a las mujeres ser pilotos de combate en 1988.

## Símbolos, insignia y markings

Ejermplo de un redondel RAF utilizado en aeronaves 1924–1946
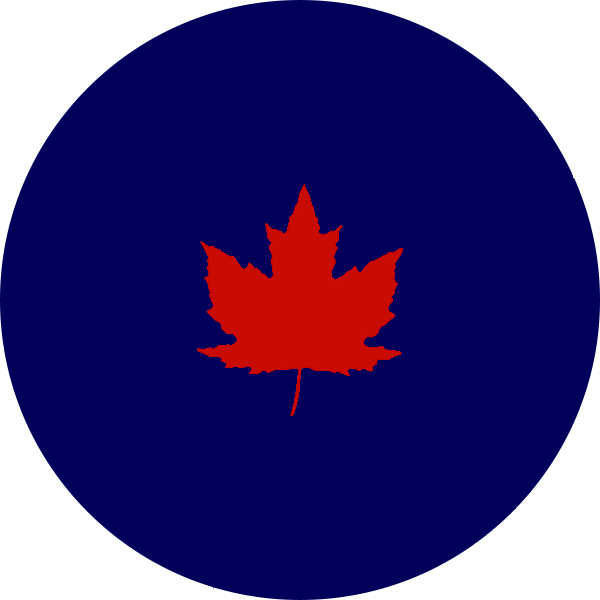
Redondel tipo 1 usado en aeronaves de no camuflaje 1946–1948
Una versión de un redondel RCAF utilizado en aeronaves 1946–1965
Redondel utilizado de 1965–1968, y utilizado el comando aéreo RCAF
Redondel utilizado de 1967–1968 en Yukon y unas cuantas aeronaves seleccionadas
Redondel de vaja visibilidad utilizado por el comando aéreo RCAF común
La aleta centellante utilizada de 1955-1958 en Europa
La bandera utilizada en lugar de la aleta centellea 1958–1964 (1955–1964 en Europa)
La bandera utilizada sobre la aleta 1965–1968
Aleta centelleante gris utilizada por el Comando Aéreo RCAF
Insignia RCAF 1941–1968
Insignia del Comando del Aire (desde entonces 1985)

### Redondeles
La RCAF utilizó Roundels británicos y otras marcas hasta 1946, cuando Canadá comenzó a usar su propia insignia de identidad. El roundel británico existía en varias versiones. Durante la Segunda Guerra Mundial, el círculo rojo fue pintado o reducido en tamaño en algunos aviones activos en la Pacific teatro para evitar la confusión con el Hinomaru japonés. Los Roundels también fueron modificados para ser menos visibles en aviones camuflados o para hacerlos más visibles.
Canadá fue el primer país de la Commonwealth en prescindir del sistema de la RAF. La hoja de arce reemplazó al círculo interior de estilo británico para darle un carácter distintivo canadiense. Aunque el arce de hoja de arce fue aprobado para el uso por el RCAF en 1924, no era hasta después de la guerra que comenzó a ser utilizado en el avión. Sin embargo, se utilizó en el alférez a partir de 1941. La popularización del roundel de la "hoja de arce" durante los años de la guerra fue alcanzado en parte por los medios oficiosos, pues el equipo de hockey del Ottawa usó una variante del futuro roundel de la hoja de arce de la ARCA en los suéteres del equipo. Varias versiones de la hoja de arce roundel existió desde la época de la guerra hasta 1965. Los tamaños de la hoja y el grosor del anillo a veces cambiaba, y algunas versiones de la ronda RCAF incluían un contorno blanco o amarillo, que eran específicos de ciertas aeronaves.
El estilo de hoja de arce de plata de aspecto realista (conocido como "roundel" RCAF) fue reemplazado por la hoja estilizada de once puntos de la nueva bandera canadiense en febrero de 1965 (conocida como el roundel de la "CAF"). El Comando Aéreo usó una versión estandarizada ligeramente modificada de esta ronda (denominada "ronda E de la revisión CA") y sigue siendo utilizada por la "nueva" RCAF. Un "roundel" de la unificación todo-rojo fue utilizado en algunos aviones Canadian Centennial de 1967-1968. Al igual que la RCAF roundel, este nuevo roundel a veces cambia - principalmente en el tamaño de la hoja y el grosor del anillo, y una versión tenía un anillo blanco, que se utiliza en ciertos aviones. La actual RCAF también usa un roundel gris táctico de baja visibilidad.

### La aleta centellante
Los aviones de la RCAF utilizaron el la aleta británica, que consistía en bandas verticales rojas y azules separadas por una banda blanca. En 1955 el canadiense Red Ensign bandera canadiense] comenzó a reemplazar el flash de aleta en los aviones basados en Europa. En los aviones con base en la bandera de Canadá comenzó a reemplazar el flash en 1958. A partir de 1965 se usó la nueva bandera canadiense.

### Insignias
Bandera de la Fuerza Aérea Canadiense Real
El estandarte de la Fuerza Aérea Real Canadiense original se basaba en el estandarte de la RAF, un estandarte azul claro, pero con el Roundel canadiense. Hasta la Segunda Guerra Mundial, la RAF fue utilizada por la RCAF; la bandera de la RCAF con la hoja de arce roundel comenzó a ser utilizado en 1941. La bandera fue descontinuada cuando las fuerzas armadas de Canadá fueron unificadas, pero una versión modificada con el roundel revisado y la bandera canadiense fue re-adoptada por el comando aéreo 1985. El actual RCAF mantiene el uso de este alférez.

### Placas
La insignia de la RCAF original era similar a la utilizada por la RAF, la Fuerza de Aire australiana Real y la Fuerza de Aire de Nueva Zelanda Real. Se compone de la Corona Imperial, un "águila volant"  (águila volante), un círculo inscrito con el lema de la RCAF per ardua ad astra (que normalmente se traduce como "Through Adversity to Las estrellas"), y un pergamino inscrito con "Royal Canadian Air Force". La RCAF comenzó a usar una versión modificada de la insignia RAF en 1924. Una vez que se supo que la insignia nunca había sido sancionada oficialmente, el Chester Herald preparó un diseño mejorado y en enero de 1943 la insignia fue aprobada por el rey. 
La insignia original desapareció cuando se unificaron los servicios. El Comando Aéreo adoptó un nuevo diseño consistente en la corona imperial, un águila "que se elevaba a la siniestra de la corona canadiense Astral" sobre un fondo azul, la Corona de Estrellas, que representa el Comando Aéreo, y un nuevo lema. Esta insignia fue reemplazada por una nueva insignia en septiembre de 2013. El nuevo distintivo incluye el volante de águila utilizado en la insignia de la RCAF antes de la unificación.

### Tartán
La Royal Canadian Air Force tartan fue diseñada por Kinloch Anderson Ltd. en Edimburgo, Escocia a pedido de la RCAF, y se basa en el tartán de Anderson (apellido) Anderson. Los colores son principalmente azul oscuro, azul claro y marrón. El diseño fue oficialmente endosado por el consejo de aire en mayo de 1942. El tartán fue utilizado en RCAF tubo banda kilts y en otros artículos de la ropa y regalía. Después de la unificación de las fuerzas armadas de Canadá, el tartán continuó siendo utilizado.

## Rangos y uniformes

### Rangos
La Fuerza Aérea Real canadiense original utilizó una estructura de rango como el de la Fuerza Aérea Real, con las excepciones, en las filas alistadas, de la RCAF que tiene las filas del Suboficial 1 y 2, no teniendo las filas de Aeronave Mayor o Técnico Júnior, y no distinguiendo entre el tripulante y el no tripulante para Sargentos y más arriba. La estructura de rango es casi idéntica a la de la Real Fuerza Aérea Australiana, una vez más con la excepción del Suboficial 2. El personal de la División de Mujeres de la RCAF utilizó una estructura de rango diferente. Cuando el límite de edad para los reclutas de la tripulación aérea del Plan de Entrenamiento Aéreo de la Commonwealth Británica se redujo a diecisiete en 1941, los reclutas fueron colocados en el rango temporal de "Boy" hasta que cumplieron 18 años y fueron elegibles para entrenamiento de vuelo con la excepción del rango de "aviador", el actual RCAF utiliza las filas de estilo militar instituidas por las Fuerzas Canadienses cuando la unificación tuvo lugar en 1968.
Este gráfico compara las filas de la antigua y actual RCAF. Los rangos se enumeran con el rango más alto en la tapa.
| Fuerza de Aire canadiense real (a 1968)                                           | Fuerza de Aire canadiense real (a 1968)                                           | Fuerzas canadienses (1968–1975) Orden de Aire de Fuerzas canadiense (1975–2011) Fuerza de Aire canadiense Real (de 2011) |
| --------------------------------------------------------------------------------- | --------------------------------------------------------------------------------- | --- |
| Mariscal de Jefe del aire / Un/C/M                                                | Mariscal de Jefe del aire / Un/C/M                                                | General / Gen |
| Mariscal de aire / Un/M                                                           | Mariscal de aire / Un/M                                                           | General Lugarteniente / LGen                                                                                             |
| Vicemariscal del aire / Un/V/M                                                    | Vicemariscal del aire / Un/V/M                                                    | General Mayor / MGen |
| Comodoro del aire / Un/C                                                          | Comodoro del aire / Un/C                                                          | Brigadier General / BGen                                                                                                 |
| Capitán de grupo / del grupo/C                                                    | Capitán de grupo / del grupo/C                                                    | Coronel / Col |
| Comandante de ala / W/C                                                           | Comandante de ala / W/C                                                           | Coronel de lugarteniente / LCol                                                                                          |
| Dirigente de escuadrón / S/L                                                      | Dirigente de escuadrón / S/L                                                      | Mayor / Maj |
| Lugarteniente de vuelo / F/L                                                      | Lugarteniente de vuelo / F/L                                                      | Capitán / Capt |
| Oficial de vuel/ F/O                                                              | Oficial de vuel/ F/O                                                              | Lugarteniente / Lt |
| Piloto oficial / P/O                                                              | Piloto oficial / P/O                                                              | Alférez / 2Lt |
| Cadete de vuelo / F/C (hasta que 1962)Cadete oficial / OCdt (después de que 1962) | Cadete de vuelo / F/C (hasta que 1962)Cadete oficial / OCdt (después de que 1962) | Cadete de agente / OCdt                                                                                                  |
| Suboficial, Clase 1 / WO1                                                         | Suboficial, Clase 1 / WO1                                                         | Jefe Suboficial / CWO |
| Suboficial, Clase 2 / WO2                                                         | Suboficial, Clase 2 / WO2                                                         | Maestro Suboficial / MWO                                                                                                 |
| Sargento de vuelo / FS                                                            | Sargento de vuelo / FS                                                            | Suboficial / WO |
| Sargento / Sgt                                                                    | Sargento / Sgt                                                                    | Sargento / Sgt |
| Corporal / Cpl                                                                    | Corporal / Cpl                                                                    | Maestro Corporal / MCpl Corporal / Cpl Nota: MCpl es una cita, no un rango                                               |
| Piloto                                                                            | Piloto Líder / LACLeading LEY / de Aviadora                                       | Aviador / Avr Privado / Pte (de 1968-2015) (Entrenado), Aviador (Básico) y Aviador (Recluta) respectivamente.            |
| Piloto                                                                            | Piloto Primera Clase / AC1Aviadora Primera Clase/ AW1                             | Aviador / Avr Privado / Pte (de 1968-2015) (Entrenado), Aviador (Básico) y Aviador (Recluta) respectivamente.            |
| Piloto                                                                            | Piloto Segunda Clase / AC2Aviadora Segunda Clase/ AW2                             | Aviador / Avr Privado / Pte (de 1968-2015) (Entrenado), Aviador (Básico) y Aviador (Recluta) respectivamente.            |

#### Estructura de rango actual

##### Comandante-en-Jefe
| Canadá      | Comandante-en-jefe |
| ----------- | ------------------ |
| Insignia    |                    |
| Título      | Comandante-en-jefe |
| Abreviatura | C-en-C             |

##### Oficiales
| Código DE LA OTAN | Agente estudiantil | DE-1             | DE-1          | DE-2    | DE-3  | DE-4             | DE-5    | DE-6              | DE-7          | DE-8                  | DE-9    | DE-10          |
| ----------------- | ------------------ | ---------------- | ------------- | ------- | ----- | ---------------- | ------- | ----------------- | ------------- | --------------------- | ------- | -------------- |
| Insignia          |                    |                  |               |         |       |                  |         |                   |               |                       |         | No equivalente |
| Título            | Cadete oficial     | Teniente segundo | Lugarteniente | Capitán | Mayor | Teniente Coronel | Coronel | Brigadier-General | Mayor-general | Lugarteniente-general | General |                |
| Abreviatura       | OCdt               | 2Lt              | Lt            | Capt    | Maj   | LCol             | Col     | BGen              | MGen          | LGen                  | Gen     |                |

##### Miembros no comisionados
| Código DE LA OTAN | O-1              | O-2             | O-3                | O-4      | O-5              | O-6      | O-7        | O-8                | O-9             |
| ----------------- | ---------------- | --------------- | ------------------ | -------- | ---------------- | -------- | ---------- | ------------------ | --------------- |
| Insignia          |                  |                 |                    |          |                  |          |            |                    |                 |
| Título            | Aviador(recluta) | Aviador(básico) | Aviador(entrenado) | Corporal | Maestro corporal | Sargento | Suboficial | Maestro suboficial | Jefe suboficial |
| Abreviatura       | Avr(R)           | Avr(B)          | Avr(T)             | Cpl      | MCpl             | Sgt      | WO         | MWO                | CWO             |

#### Estructura de rango anterior (1968–2015)
(El fondo/uniforme era verde de rifle 1968–1984)

##### Agentes
| Código DE LA OTAN | Agente estudiantil | DE-1             | DE-1          | DE-2    | DE-3  | DE-4             | DE-5    | DE-6              | DE-7          | DE-8                  | DE-9    | DE-10          |
| ----------------- | ------------------ | ---------------- | ------------- | ------- | ----- | ---------------- | ------- | ----------------- | ------------- | --------------------- | ------- | -------------- |
| Insignia          |                    |                  |               |         |       |                  |         |                   |               |                       |         | No equivalente |
| Título            | Cadete oficial     | Teniente segundo | Lugarteniente | Capitán | Mayor | Teniente Coronel | Coronel | Brigadier-General | Mayor-general | Lugarteniente-general | General |                |
| Abreviatura       | OCdt               | 2Lt              | Lt            | Capt    | Maj   | LCol             | Col     | BGen              | MGen          | LGen                  | Gen     |                |

##### Miembros no comisionados
| Código DE LA OTAN | O-1              | O-2             | O-3                | O-4      | O-5              | O-6      | O-7        | O-8               | O-9             |
| ----------------- | ---------------- | --------------- | ------------------ | -------- | ---------------- | -------- | ---------- | ----------------- | --------------- |
| Insignia          |                  |                 |                    |          |                  |          |            |                   |                 |
| Título            | Privado(recluta) | Privado(básico) | Privado(entrenado) | Corporal | Maestro corporal | Sargento | Suboficial | Mestro suboficial | Jefe suboficial |
| Abreviatura       | Pte(R)           | Pte(B)          | Pte(T)             | Cpl      | MCpl             | Sgt      | WO         | MWO               | CWO             |

#### Rangos de agente anterior (a 1968)
| Código DE LA OTAN | Agente estudiantil                             | DE-1           | DE-1            | DE-2                   | DE-3                   | DE-4              | DE-5             | DE-6             | DE-7                  | DE-8              | DE-9                   | DE-10                            |
| ----------------- | ---------------------------------------------- | -------------- | --------------- | ---------------------- | ---------------------- | ----------------- | ---------------- | ---------------- | --------------------- | ----------------- | ---------------------- | -------------------------------- |
| Insignia          |                                                |                |                 |                        |                        |                   |                  |                  |                       |                   |                        |                                  |
| Título            | Cadete oficial/de Cadete de vuelo(correo-1962) | Piloto oficial | Agente de vuelo | Lugarteniente de vuelo | Dirigente de escuadrón | Comandante de ala | Capitán de grupo | Comodoro de aire | Vicemariscal de vuelo | Mariscal de vuelo | Mariscal Jefe del aire | Mariscal del RCAF(nunca llenado) |

### Uniformes
Los uniformes originales del RCAF eran casi idénticos a la Fuerza Aérea Real y otras fuerzas aéreas de Dominion en cortados, color e insignia. El personal vestía el uniforme azul de la RAF, aunque un cierto personal en la 2.ª Fuerza Aérea Táctica y en el Pacífico también usaba batalla del ejército con insignia estándar de RCAF. Un uniforme de color caqui fue introducido para el desgaste en verano y climas cálidos.
Durante la Segunda Guerra Mundial, los aviadores y aerolíneas canadienses que se encontraban fuera de Canadá llevaban un flash de hombro de la nacionalidad de "Canadá", al igual que los canadienses que servían con la RAF. Esto era generalmente letras azules claras en gris azulado curvado para los oficiales comisionados y el oficial 1 de orden, y letras azules claras curvadas sobre un águila para otras filas, excepto los uniformes calientes del tiempo, que tenían bordado rojo en taladro de color caqui. Más adelante en la guerra todo el personal de la RCAF llevó esta distinción de la nacionalidad, que fue continuada hasta la unificación.
Después de que la guerra, las insignias para el oficial de aduana cambió del abrigo Real de armas al abrigo canadiense de armas. Junto con el resto de la Commonwealth, las insignias que usaban la Corona Imperial cambiaron de Tudor a la Corona del St. Edward después de la accesión de Reina Isabel II al Trono de Canadá.
Después de la unificación, todo el personal de las Fuerzas Canadienses usaba un uniforme de uniforme con solamente insignias de la tapa y del collar (una versión modificada de la divisa de RCAF anterior) como marcas de distinción para los pilotos y la tripulación aérea. El uso de este uniforme continuó bajo l Comando Aéreo desde 1975 hasta mediados de los años 80, cuando el Comando Aéreo adoptó un "Uniforme de las Fuerzas Canadienses Distintivo Uniforme Ambiental Distintivo". Esto uniforme continuado para ser utilizado hasta que 2015 cuándo la estructura de rango y la insignia cambiaron. La unificación de las fuerzas armadas de Canadá en 1968 y el color del botón fue cambiado. Otros cambios reflejan el reemplazo del rango de "privado" por el de "aviador", y se modificaron las insignias de la manga de la túnica de los oficiales.

## Liderazgo
El Comandante de la Fuerza Aérea Real Canadiense es el jefe institucional de la Fuerza Aérea Real Canadiense. Empezando con la Fuerza Aérea Canadiense en 1920, comandantes de la Fuerza Aérea han tenido varios títulos: Oficial Comandante, Director, Oficial Superior de Aire, jefe de Estado Mayor y Comandante. En agosto del 2011, con la restauración de la Fuerza Aérea Real Canadiense, el título de "Jefe del Estado Mayor del Aire" fue cambiado a "Comandante de la Real Fuerza Aérea Canadiense".

## La fuerza de aire de Canadá en película
- Capitanes de las Nubes (1942). Acerca de los pilotos canadienses de Bush en el Plan de Entrenamiento Aéreo de la Commonwealth Británica. Estrellas: James Cagney.
- Alas en su Hombro (1943). Tablero de Película nacional de documental de Canadá sobre la división de las Mujeres.
- Tren Busters (1943). National Film Board of Canada documental sobre el poder aéreo de la RCAF durante la Segunda Guerra Mundial.
- Alas de avispa (1945). National Film Board of Canada documental sobre tres alas de la RCAF de la RAF Segunda Fuerza Aérea Táctica.
- El defensa de Aire de Canadá (1956). Documental de la National Film Board of Canada sobre el papel de la RCAF en la defensa aérea.
- De momento (1993). Sobre los aviadores que entrenan en una Manitoba británica del plan de entrenamiento de la Commonwealth y sus implicaciones románticas. Estrellas Russell Crowe.
- Calvario en el Ártico (1993). Un avión CC-130 de las fuerzas canadienses de Hércules se estrella en la Ellesmere Isla. Estrellas Richard Chamberlain.
- Perdió Encima Birmania: Busca Clausura (1997). Documental de la National Film Board of Canada sobre la recuperación de la tripulación de un avión de la RCA 435 Escuadrón Dakota perdido en Birmania durante la Segunda Guerra Mundial.
- "Último Vuelo a Berlín: El Buscar un Piloto Bombardero (2005)". El hijo de adulto de un RCAF 434 Escuadrón Halifax que murió cuando el avión se estrelló durante un bombardeo en Berlín se pone a descubrir más sobre su padre, para documentar su historia, visitar el sitio del accidente, y conocer al piloto de combate alemán que derribó el avión de su padre.[69]
- Jetstream (2008). Serie televisiva documental que sigue pilota entrenar para volar el CF-18 Hornet